# Arctornis flavescens
Arctornis flavescens är en fjärilsart som beskrevs av Moore 1877. Arctornis flavescens ingår i släktet Arctornis och familjen tofsspinnare. Inga underarter finns listade i Catalogue of Life.